# Organ (Hautes-Pyrénées)
Organ település Franciaországban, Hautes-Pyrénées megyében. Lakosainak száma 29 fő (2022. január 1.). Organ Barthe, Betpouy, Castelnau-Magnoac és Cizos községekkel határos.

## Népesség
A település népességének változása:
| Lakosok száma | 37   | 40   | 42   | 44   | 40   | 36   | 32   | 30   | 29   |
|               | 2013 | 2015 | 2016 | 2017 | 2018 | 2019 | 2020 | 2021 | 2022 |